# دنیس گرین (ورزشکار)
دنیس گرین (انگلیسی: Dennis Green; ۲۶ مهٔ ۱۹۳۱ – ۵ سپتامبر ۲۰۱۸) ورزشکار اهل استرالیا بود.
وی در مسابقات کشوری و بین‌المللی در مجموع برندهٔ ۱ مدال برنز شده‌است.